# Фредрикссон, Стиг
Стиг Фредрикссон (швед. Stig Fredriksson; род. 6 марта 1956, Сорселе) — бывший шведский футболист, защитник известный по выступлениям за клубы «Гётеборг» и сборную Швеции

## Клубная карьера
Фредрикссон начал карьеру в клубе «Химонас». В 1975 году он дебютировал за основной состав. Спустя два сезона игрок покинул команду и подписал контракт с «Вестеросом» в составе которого провёл пять сезонов. В 1981 году Фредрикссон перешёл в «Гётеборг». В том же году он дебютировал в Алсвенскан лиге. В 1982 в матчах розыгрыша Кубка УЕФА Стиг против финской «Хаки», австрийского Штурма, испанской «Валенсии», немецкого «Кайзерслаутерна», «Гамбурга» забил 5 голов и помог команде выиграть трофей. В розыгрыше Лиги чемпионов 1984/1985 в поединках против люксембургского «Авенира» он забил три мяча. В 1987 году Фредрикссон во второй раз помог клубу выиграть Кубок УЕФА. В составе «Гётеборга» Стиг четыре раза выиграл чемпионат и дважды стал обладателем Кубка Швеции. В 1987 году игрок завершил карьеру.

## Международная карьера
19 апреля 1979 года в товарищеском матче против сборной СССР Фредрикссон дебютировал за сборную Швеции. 17 августа 1983 года в поединке против сборной Исландии он забил свой первый гол за национальную команду.

### Голы за сборную Швеции
| #  | Дата            | Место                                  | Противник | Результат | Счёт | Соревнование                       |
| -- | --------------- | -------------------------------------- | --------- | --------- | ---- | ---------------------------------- |
| 1. | 17 августа 1983 | Лёйгартальсвётлюр, Рейкьявик, Исландия | Исландия  | 0:4       | 0:4  | Товарищеский матч                  |
| 2. | 16 ноября 1986  | Национальный стадион, Та-Кали, Мальта  | Мальта    | 0:3       | 0:5  | Чемпионат Европы 1988 квалификация |

## Достижения
Клубные
 «Гётеборг»
- Победитель Аллсенскан-лиги (4): 1982, 1983, 1984, 1987
- Обладатель Кубка Швеции (2): 1981/82, 1982/83
- Обладатель Кубка УЕФА (2): 1982, 1987